# Красная (приток Кумышевки)
Красная — река в России, протекает в Уренском и Ветлужском районах Нижегородской области. Устье реки находится в 5 км по левому берегу реки Кумышевка. Длина реки составляет 19 км, площадь водосборного бассейна 41 км².
Исток реки находится у села Карпуниха в 18 км к юго-востоку от города Ветлуга. Река течёт на север по ненаселённому лесному массиву. Верхнее течение проходит по территории Уренского района, нижнее — по территории Ветлужского. Часть нижнего течения реки образовано старицей Ветлуги. В нижнем течении течёт параллельно Кумышевке, в которую и впадает пятью километрами выше впадения самой Кумышихи в Ветлугу.

## Данные водного реестра
По данным государственного водного реестра России относится к Верхневолжскому бассейновому округу, водохозяйственный участок реки — Ветлуга от города Ветлуга и до устья, речной подбассейн реки — Волга от впадения Оки до Куйбышевского водохранилища (без бассейна Суры). Речной бассейн реки — (Верхняя) Волга до Куйбышевского водохранилища (без бассейна Оки).
По данным геоинформационной системы водохозяйственного районирования территории РФ, подготовленной Федеральным агентством водных ресурсов:
- Код водного объекта в государственном водном реестре — 08010400212110000042437
- Код по гидрологической изученности (ГИ) — 110004243
- Код бассейна — 08.01.04.002
- Номер тома по ГИ — 10
- Выпуск по ГИ — 0